# MFi Program

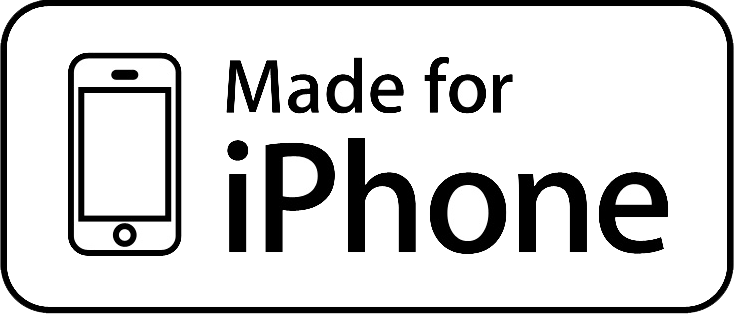
Etichetta "Made for iPhone"

MFi Program è un sistema di cessione di licenze creato da Apple per certificare le periferiche compatibili con i prodotti iPod, iPhone e iPad. Le tecnologie incluse nel programma comprendono AirPlay, CarPlay, HomeKit e Lightning. Sebbene gli auricolari non ricadano nel programma, sono disponibili in commercio apparecchi acustici che utilizzano Bluetooth e dispongono della certificazione MFi.
Gli accessori compatibili con i dispositivi Apple presentano una etichetta "Made for" seguita dal nome del prodotto, che appare in forma stilizzata. Nel 2018 i simboli che rappresentano i dispositivi sono stati sostituiti dal logo Apple.
Originariamente il programma di certificazione, lanciato nel gennaio 2005, era ristretto ai prodotti della linea iPod, da cui il nome "Made for iPod".
Il programma non si applica per gli altri accessori non connessi elettronicamente ai dispositivi Apple. Le custodie per iPod, iPhone e iPad devono tuttavia proteggere il dispositivo da una caduta fino a 1 m di altezza su una superficie rigida, in qualunque orientamento, e non devono interferire con l'acustica, il flash o i sensori del dispositivo. Alcuni materiali sono espressamente vietati per tali prodotti.
Nel 2017 Google ha annunciato un programma simile denominato "Made for Google" ideato per i Google Pixel.